# 穆劳塞迈涅
穆劳塞迈涅，是匈牙利佐洛州所辖的一个村，总面积16.15平方公里，总人口655，人口密度40.6人/平方公里（2010年1月1日）。